# Фёдорова, Мария Александровна
Мария Александровна Фёдорова (род. 6 января 1991, Энгельс, Саратовская область) — российский продюсер анимационного кино, музыкальный менеджер и продюсер. Член Российского общества «Знание».

## Биография
В 2013 году окончила Социально-экономический институт СГТУ им. Гагарина Ю. А. по специальности «Мировая экономика» в городе Саратов. Во время учёбы играла в КВН, была актрисой в команде «Лас-Вегас» (Энгельс, Высшая лига КВН), менеджером в команде «Саратов» (Саратов, Высшая лига КВН).
С 2014 по 2016 года занималась маркетинговым развитием ООО «Машины и Технологии» в должности директора по развитию.
C 2016 по 2018 года являлась основателем и генеральным директором НИЦ «МиТ» — резидента Сколково. С 2016 года занялась музыкальным продюсированием и менеджментом, начав с работы с музыкантом Шурой Кузнецовой.
Впоследствии основала агентство по продвижению и менеджменту артистов и организации концертов «PMPEOPLE». Работала с певицей Тосей Чайкиной, поэтому Grappa Boy, актёром Кириллом Лопаткиным, певицей Сашей Воробьевой, шведским композитором Adam Evald.
В 2019 году с мужем Владимиром Федоровым основала студию анимации «Мультограм», является продюсером и генеральным директором ООО «Мультограм» (Член Ассоциации анимационного кино). Создатель и продюсер образовательно-развлекательного проекта «МультиЗнания», состоящего из web-сериалов «Мультиратура» (награжден серебряной медалью Международного конкурса AEA—2021 (Весенний сезон) «Искусство. Совершенство. Признание» Международной Академией современных искусств в 2021 году, международной премией «Культура онлайн» в 2022 году, номинант на премию СНОБ в 2022 году), «МультиКосмос» (Лауреат национальной премии «Патриот» в 2021 году, спецприз МКФ «Циолковский» в 2022 году), «МультИстория». В 2022 году «МультиКосмос» рекомендован Институтом Воспитания Министерства Просвещения.

## Семья
Муж — Владимир Фёдоров, продюсер, режиссёр, сценарист.

## Фильмография
Продюсер
YouTube-проекты:
- 2017 — 2020 — Анимационный web-сериал «МашаВова»
- 2018 — 2020 — Анимационный web-сериал «Mortal Combat Stars»
- 2020 — н.в. — Анимационный web-сериал «Мультиратура»
- 2021 — н.в. — Анимационный web-сериал «МультИстория»
- 2021 — н.в. — Анимационный web-сериал «МультиКосмос»
- 2022— н.в. — Анимационный web-сериал «МультиГеография»
- 2022— н.в. — Анимационное шоу «МультНайтШоу»

## Награды и номинации

### Награды
- 2021 — национальная премия «Патриот» за «Лучший научный проект» — «МультиКосмос»[13]
- 2022 — специальный приз МКФ «Циолковский» за проект «МультиКосмос»[19]
- 2022 — специальный приз РФК на международной премии «Культура онлайн» за проект «МультиЗнания»[20]
- 2023 — благодарственное письмо от министерства информационных и социальных коммуникаций (МИСК) Московской области за развитие социально значимых инициатив на территории Московской области

### Номинации
- 2021 — национальная премия «Женщины России»[21]
- 2021 — национальная премия «Патриот» за «Лучший проект с использованием цифровых технологий» — «Мультиратура»[22]
- 2022— национальная премия «Патриот» за «Лучший проект по популяризации и продвижению русского языка» — «Мультиратура.2 сезон»